# Tapirus polkensis
Tapirus polkensis (лат.) — вымерший вид млекопитающих из семейства тапировых. Эти небольшие животные были распространены в Северной Америке с конца миоцена по начало плиоцена. Масса тапиров составляла примерно 125 кг, что делает их самыми маленькими из известных тапировых, за исключением недавно открытого вида Tapirus kabomani, представители которого весят по 110 кг. Обитали они, вероятно, в болотах, где должны были становиться добычей предков современных американских крокодилов.